# Kisfalu
Kisfalu (korábban Pordasincz, szlovénül: Pordašinci, vendül régen Prdašenci) szlovéniai magyarok által lakott falu Szlovéniában, Muravidéken, Pomurska régióban.  Közigazgatásilag Alsómaráchoz tartozik.

## Fekvése
Muraszombattól 20 km-re északkeletre a magyar határ mellett a Rátka-patak völgyében fekszik.

## Története
A település első írásos említése 1376-ban "poss. Perdasynch" alakban történt.
1455-ben "Poss. Perdasincz" alakban említik. 1466-ban a Szentbenedeki család birtoka volt.
Vályi András szerint " PORDASINCZ. Tót falu Vas Vármegyében, földes Urai Hertelendi, és több Uraságok, lakosai katolikusok, ’s másfélék is, fekszik Kancsóczhoz közel, mellynek filiája, határja sovány, egyéb javai meglehetősek, harmadik osztálybéli."
Fényes Elek szerint " Pordasincz, vindus falu, Vas vmegyében, a felső-lendvai uradalomban, 84 evang. lak. Határa köves, de bora jó."
Vas vármegye monográfiája szerint " Kis-Falu. Házainak száma 22, lélekszáma 93, akik magyarok és vendek. Vallásuk ág. ev. Postája Prosznyákfa, távírója Csákány."
1910-ben 103, túlnyomórészt magyar lakosa volt. A trianoni békeszerződésig Vas vármegye Muraszombati járásához tartozott, 1919-ben átmenetileg a de facto Mura Köztársaság része lett. Még ebben az évben a Szerb–Horvát–Szlovén Királysághoz csatolták, ami 1929-től Jugoszlávia nevet vette fel. 1941-ben átmeneti időre ismét Magyarországhoz tartozott, 1945 után visszakerült jugoszláv fennhatóság alá. 1991 óta a független Szlovénia része. 2002-ben 50 lakosa volt.

## Nevezetességei
Fa haranglába kulturális műemlék, 1926-ban építették.